# Новоделы золотых монет Российской империи
Новоделы золотых монет Российской империи — монеты Российской империи, отчеканенные из золота по прототипу настоящей монеты подлинными или изготовленными монетными штемпелями на монетном дворе, как правило, позже настоящих монет.

## Описание монет

### Пётр I
Этот новодел двойного червонца Петра I выполнен из золота 980 пробы; его диаметр составляет 27 мм, а вес равен 6,94 г, чистого золота 6,80 г. Был отчеканен в Красном монетном дворе. Гурт является гладким.
На аверсе новодела двойного червонца изображён правый профильный портрет Петра I в латах и плаще. На голове располагается венок. Круговая надпись: «ЦРҺ ПЕТРҺ АЛЕѮIЕВИЧҺ ВРП». На реверсе изображён герб Российской империи начала XVIII века — двуглавый орёл под тремя коронами. На груди орла расположен щит с гербом Москвы. В правой лапе он сжимает скипетр, в левой держит державу. Круговая надпись: «ВСЕ РОСІСКИ САМОДЕРЖЕЦҺ∙1714».
Новодел двойного червонца 1714 года имеет 7 вариантов: #H18—#H19 (Биткин R2); #H20 (Биткин R2 PIED-FORT); #H21 (Биткин R3 PIED-FORT); #H22—#H23 (Биткин R3).

### Екатерина I
Этот новодел двух рублей Екатерины I выполнен из золота 781 пробы; его диаметр составляет 20 мм, а вес равен 4,10 г, чистого золота 3,2 г. Был отчеканен в Красном монетном дворе. Гурт является гладким.
На аверсе новодела двух рублей изображён левый профильный портрет Екатерины I в мантии с наплечниками, на голове располагается малая императорская корона. В волосах воспроизведены украшения из жемчуга. Круговая надпись: «ЕКАТЕРІНΛ∙IМПЕРАТЬ∙IСАМОДЕРЬ∙ВСЕРОСІСКАЯ». На реверсе изображён святой Андрей Первозванный в рост, который поддерживает левой рукой косой крест, расположенный сзади него. Правая рука протянута вперёд. Круговая надпись: «МОНЕТА НОВА ЦЕНА ДВА РUЬЛI 17-26».
Новодел двух рублей 1726 года имеет 3 варианта: #H4 — нет точки после «ВСЕРОСІСКАЯ», особый рисунок цифр и букв (Биткин R3); #H5—#H6 (Биткин R3).

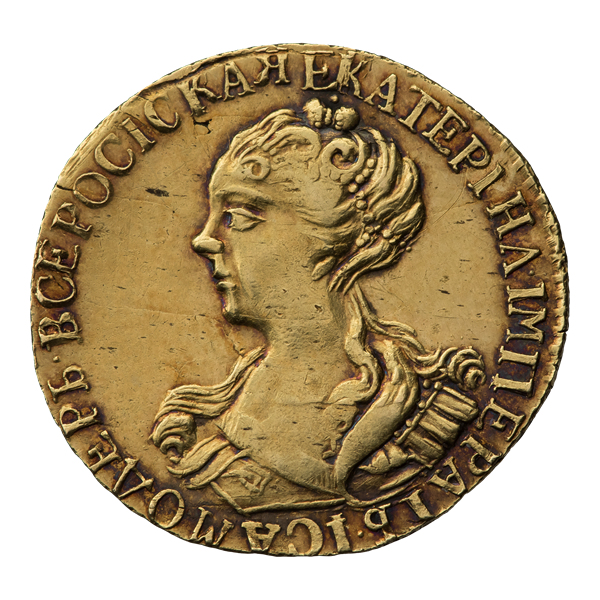
Аверс новодела двух рублей 1726 года (Биткин #H6/R3)
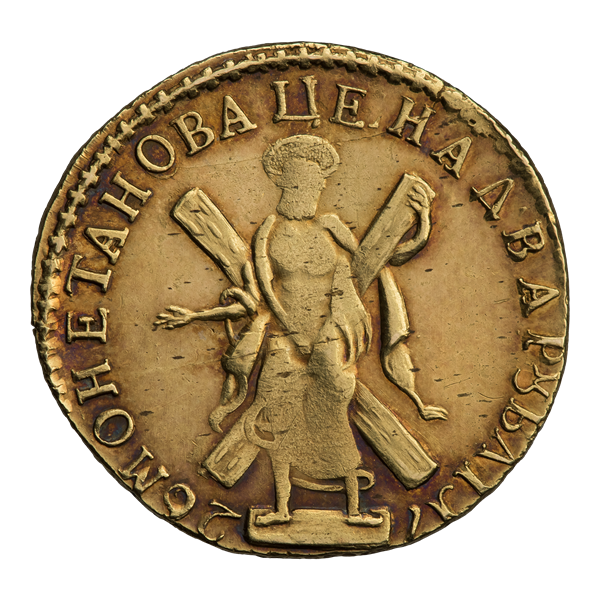
Реверс

### Анна Иоанновна
Этот новодел червонца Анны Иоанновны выполнен из золота 968 пробы; его диаметр составляет 20 мм, а вес равен 3,47 г, чистого золота 3,36 г. Был отчеканен в Красном монетном дворе. Гурт является гладким.
На аверсе новодела червонца изображён правый погрудный профиль Анны Иоанновны. На портрете императрица воспроизведена в платье и мантии. На голове расположена малая императорская корона. В волосах — украшения из жемчуга. Круговая надпись: «Б∙М∙АННА∙IМПЕРАТРИЦА∙». На реверсе изображён герб Российской империи середины XVIII века — двуглавый орёл под тремя коронами. На груди орла расположен щит с гербом Москвы. В правой лапе он сжимает скипетр, в левой держит державу. Круговая надпись: «IСАМОДЕРЖИЦА ВСЕРОСИСКАЯ∙1738».
Новодел червонца 1738 года имеет 3 варианта: #H6—#H7 (Биткин R2); #H8 (Биткин R4 PIED-FORT).

### Елизавета Петровна

#### Андреевский червонец
Этот новодел андреевского червонца выполнен из золота 986 пробы; его диаметр составляет 25 мм, а вес равен 6,94 г, чистого золота 6,85 г. Был отчеканен в Красном монетном дворе. Гурт является гладким.
На аверсе новодела андреевского червонца изображён правый погрудный профиль Елизаветы Петровны. На портрете императрица воспроизведена в богато украшенном платье, через правое плечо надета Андреевская лента. На голове расположена малая императорская корона. Круговая надпись: «Б∙М∙ЕЛИСАВЕТЬ∙I∙IMПЕРАТРИЦА∙». На реверсе изображён святой Андрей Первозванный в нимбе. Левой рукой он поддерживает косой крест, правая рука протянута вперёд. Круговая надпись: «IСАМОДЕРЖ:ВСЕРОСИСКАЯ∙1749».
Помимо 1749 года, существуют новоделы данной монеты 1753 года. Новодел андреевского червонца 1749 года имеет 3 варианта: #H33 (Биткин R3); #H34—#H35 (Биткин R4 PIED-FORT). 1753 года — 4 варианта: #H41—#H42 — (Биткин R2); #H43—#H44 — (Биткин R4). Кроме того, на аверсе новодела андреевского червонца 1753 указана круговая надпись «Б∙М∙ЕЛИСАВЕТЬ∙I∙MП:IСАМОД:ВСЕРОС». На реверсе цифры даты разделены по сторонам святого Андрея Первозванного. Под линией обреза указана надпись «ΘEBP. 5».

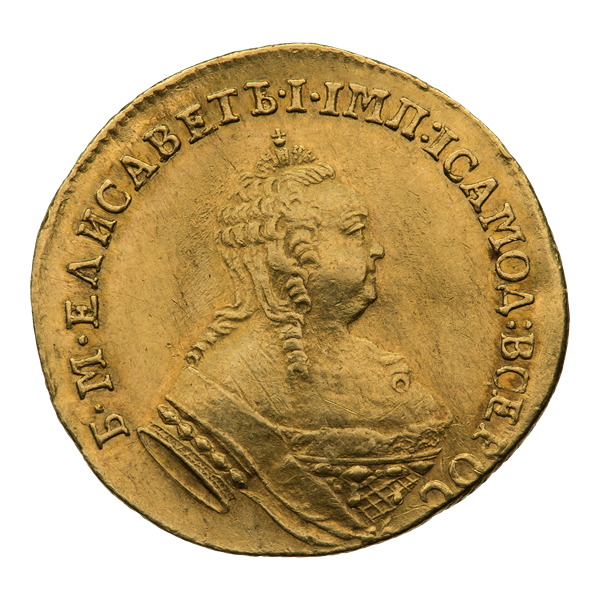
Аверс новодела андреевского червонца 1751 года (Биткин #H42/R2)
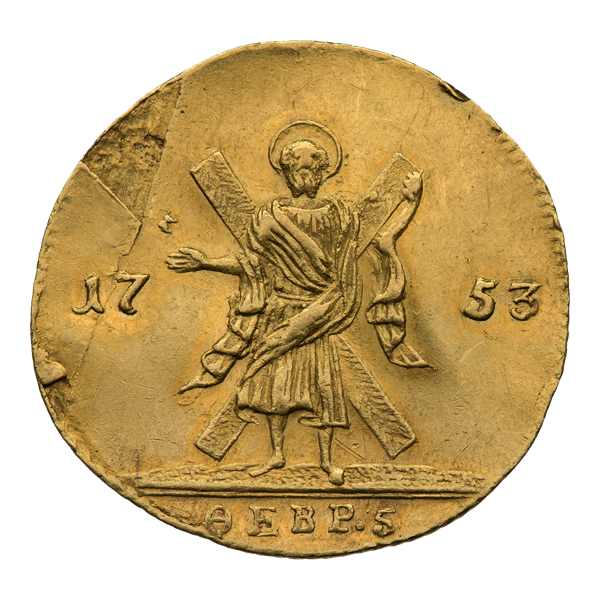
Реверс

#### 5 рублей
Этот новодел пяти рублей выполнен из золота 986 пробы; его вес равен 6,58—9,39 г. Был отчеканен в Санкт-Петербургском монетном дворе.
На аверсе новодела пяти рублей изображён правый погрудный профиль Елизаветы Петровны. На портрете императрица воспроизведена в богато украшенном платье, через правое плечо надета Андреевская лента. На голове расположена малая императорская корона, волосы украшены жемчугом и драгоценными камнями. Круговая надпись: «Б∙М∙ЕЛИСАВЕТЬ∙I∙IMП:IСАМОД∙ВСЕРОС». Под бюстом обозначен монетный двор: «СПБ». На реверсе изображён герб Российской империи середины XVIII века — двуглавый орёл с тремя императорскими коронами. На груди орла расположен большой крест с изображением распятого святого Андрея Первозванного. В правой лапе он сжимает скипетр, в левой держит державу. Круговая надпись: «МОНЕТА ∙ ЦЕНА ∙ ПЯТЬ ∙ РUБЛЕI». Над орлом указана дата: «.1755».
Помимо 1755 года, существуют новоделы данной монеты 1756 года. Новодел пяти рублей 1755 года имеет 5 вариантов: #H552—#H554 (Биткин R4); #H555—#H556 — «Елизаветин золотой» (Биткин R4). У 1756 года варианты отсутствуют (Биткин #H85/R3). Кроме того, на аверсе новодела пяти рублей 1756 года на портрете императрица воспроизведена в богато украшенном платье и мантии. На реверсе изображена крестообразная композиция из гербов Московского, Казанского, Сибирского и Астраханского царств, с гербом Российской империи в центре. В полях между щитами указана дата: «1756». Круговая надпись: «IМПРСКАЯ РОССІИС МОН∙ЦЕНА ПЯТЬ∙РUБ».

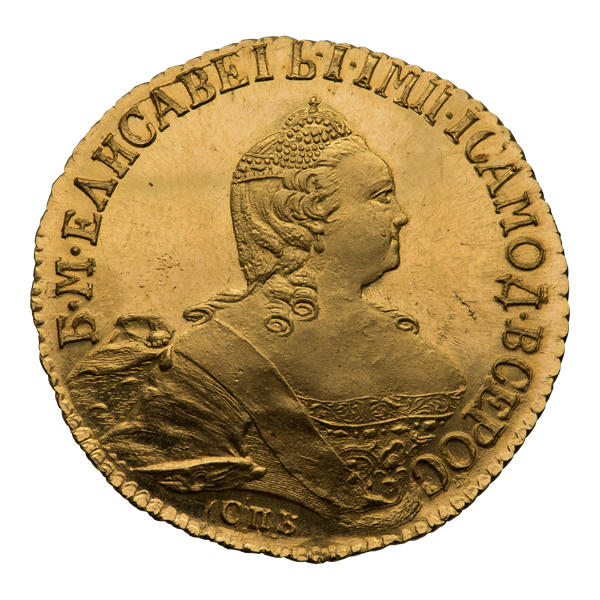
Аверс новодела пяти рублей 1756 года (Биткин #H85/R3)
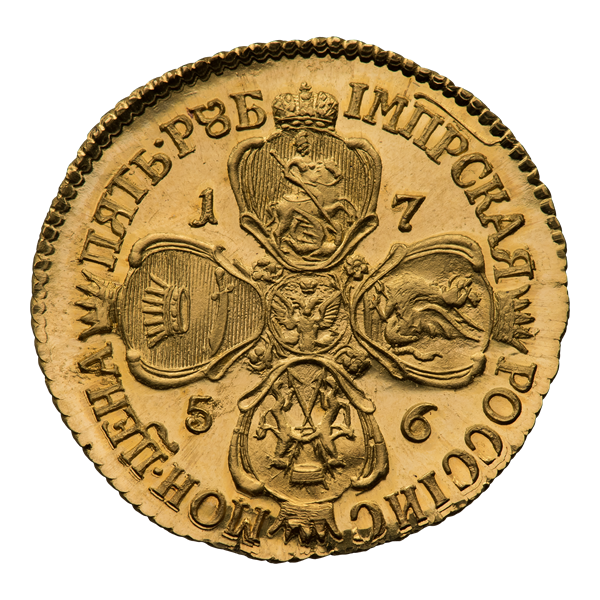
Реверс

#### Червонец
Этот новодел червонца выполнен из золота 968 пробы; его диаметр составляет 20—23 мм, а вес равен 3,47 г, чистого золота 3,36 г. Был отчеканен в Санкт-Петербургском монетном дворе. Гурт является гладким.
На аверсе новодела червонца изображён правый погрудный профиль Елизаветы Петровны. На портрете императрица воспроизведена в богато украшенном платье и мантии, через правое плечо надета Андреевская лента. На голове расположена малая императорская корона, волосы украшены жемчугом и драгоценными камнями. В обрезе рукава указана буква: «Ю» — Юдинъ. Круговая надпись: «Б∙М∙ЕЛИСАВЕТЬ∙I∙IMПЕРАТРИЦА∙». Под бюстом обозначен монетный двор: «СПБ». На реверсе изображён герб Российской империи середины XVIII века — двуглавый орёл с тремя императорскими коронами. На груди орла расположен щит с гербом Москвы. В правой лапе он сжимает скипетр, в левой держит державу. Круговая надпись: «IСАМОДЕРЖ∙ВСЕРОСИСКАЯ∙1755∙».
Новодел пяти рублей 1755 года имеет 5 вариантов: #H552—#H554 (Биткин R4); #H555—#H556 — «Елизаветин золотой» (Биткин R4).

#### 10 рублей
Этот новодел десяти рублей выполнен из золота 917 пробы; его диаметр составляет 31 мм, а вес равен 16,67 г, чистого золота 15,16 г. Был отчеканен в Санкт-Петербургском монетном дворе.
На аверсе новодела десяти рублей изображён правый погрудный профиль Елизаветы Петровны. На портрете императрица воспроизведена в богато украшенном платье и мантии, через правое плечо надета Андреевская лента. На голове расположена малая императорская корона, волосы украшены жемчугом и драгоценными камнями. Круговая надпись: «Б∙М∙ЕЛИСАВЕТЬ∙I∙IMП∙IСАМОД∙ВСЕРОС». Под бюстом обозначен монетный двор: «СПБ». На реверсе изображена крестообразная композиция из гербов Московского, Казанского, Сибирского и Астраханского царств, с гербом Российской империи в центре. В полях между щитами указана дата: «1756». Круговая надпись: «IМПРСКАЯ РОССІИС МОН∙ЦЕНА ДЕСЯТ∙РUБ».
У новодела десяти рублей 1755 года разновидности отсутствуют (Биткин #H76/R3).

#### 1 рубль
Этот новодел одного рубля выполнен из золота 917 пробы; его диаметр составляет 15—16 мм, а вес равен 1,60 г, чистого золота 1,47 г. Был отчеканен в Санкт-Петербургском монетном дворе.
На аверсе новодела одного рубля изображён правый погрудный профиль Елизаветы Петровны. На голове расположена малая императорская корона, волосы украшены жемчугом и драгоценными камнями. Бюст воспроизведён в расшитом и украшенном драгоценными камнями платье. На правом плече скреплена застёжкой спадающая мантия. Круговая надпись: «Б∙М∙ЕЛИСАВЕТЪ∙I∙IМП:IСАМОД:ВСЕРОС∙». На реверсе изображена вензель императрицы Елизаветы Петровны «𝓔𝓟», над вензелем императорская корона. Круговая надпись: «МОН ∙ ЦЕНА ∙ РUБЛЬ ∙ 1756 ∙».
Новодел одного рубля 1756 года имеет 6 вариантов: #H560—#H561 (Биткин R3); #H562 (Биткин R4); #H564—#H565 (Биткин R3); #H566 (Биткин R3 PIED-FORT).

### Пётр III

#### 10 рублей
Этот новодел десяти рублей выполнен из золота 917 пробы; его диаметр составляет 31 мм, а вес равен 16,57 г, чистого золота 15,16 г. Был отчеканен в Санкт-Петербургском монетном дворе.
На аверсе новодела десяти рублей изображён правый погрудный профиль Петра III. На голове расположен парик с косой, который перевязан лентой. Бюст в кирасе воспроизведён с орлом на груди в императорской мантии, через правое плечо надета Андреевская лента. Круговая надпись: «ПЕТРЪ∙III∙Б∙М∙IМП∙IСАМОДЕРЖ∙ВСЕРОС». Под бюстом обозначен монетный двор: «СПБ». На реверсе изображена крестообразная композиция из гербов Московского, Казанского, Сибирского и Астраханского царств, с гербом Российской империи в центре. В полях между щитами указана дата: «1762». Круговая надпись: «IМПРСКАЯ РОССІИС МОН∙ЦЕНА ДЕСЯТ∙РUБ».
У новодела десяти рублей 1762 года разновидности отсутствуют: #H2 — пряди в буклях парика четко выражены, особый рисунок цифр в дате, «2» в дате открытая (Биткин R3).

#### Червонец
Этот новодел червонца выполнен из золота 978 пробы; его диаметр составляет 20 мм, а вес равен 3,47 г, чистого золота 3,39 г. Был отчеканен в Санкт-Петербургском монетном дворе.
На аверсе новодела червонца изображён правый погрудный профиль Петра III. На голове расположен парик с косой, который перевязан лентой. Бюст в кирасе воспроизведён с орлом на груди в императорской мантии, через правое плечо надета Андреевская лента. Круговая надпись: «ПЕТРЪ∙III∙Б∙М∙IМПЕРАТОРЪ∙». Под бюстом обозначен монетный двор: «СПБ». На реверсе изображён герб Российской империи середины XVIII века — двуглавый орёл с тремя императорскими коронами. На груди орла расположен щит с гербом Москвы. В правой лапе он сжимает скипетр, в левой держит державу. Круговая надпись: «IСАМОДЕРЖ∙ВСЕРОСИСКІИ∙1762∙».
Новодел червонца 1762 года имеет 3 варианта: #H6 — широкий пробел между «7» и «6» в дате (Биткин R3); #H7 — (Биткин R3); #H8 (Биткин R4).

### Екатерина II
Этот новодел десяти рублей Екатерины II выполнен из золота 917 пробы; его диаметр составляет 30 мм, а вес равен 13,09 г, чистого золота 12,00 г. Был отчеканен в Санкт-Петербургском монетном дворе.
На аверсе новодела десяти рублей изображён правый погрудный профиль Екатерины II. На портрете императрица воспроизведена в богато украшенном платье и мантии, через правое плечо надета Андреевская лента. На голове расположена малая императорская корона, волосы украшены жемчугом и драгоценными камнями. На правом плече расположены два локона. В рукаве указаны буквы: «Т∙I» — Т. Иванов. Круговая надпись: «Б∙М∙ЕКАТЕРИНА∙II∙IMП∙IСАМОД∙ВСЕРОС». Под бюстом обозначен монетный двор: «СПБ». На реверсе изображена крестообразная композиция из гербов Московского, Казанского, Сибирского и Астраханского царств, с гербом Российской империи в центре. В полях между щитами указана дата: «1772». Круговая надпись: «IМПРСКАЯ РОССÏЙС МОН∙ЦЕНА ДЕСЯТ∙РUБ».
Помимо 1772 года, существуют новоделы данной монеты других годов (Биткин R3). 1768, 1772, 1774 годов — портрет старше, вес равен 16,8 г (Биткин #H21, #H26, #H30). 1777 года имеет 2 варианта: #H33 — портрет старше, вес равен 16,8 г, «СПБ», портрет образца 1766 года; #H35 — вес равен 16,8 г. 1780 года — вес равен 16,8 г (Биткин #H39). 1781 года имеет 2 варианта: #H41 — вес равен 17,3 г; #H42 — шея короткая, инициалы медальера «Т.I», вес равен 17,3 г. 1782 года — вес равен 17,3 г (Биткин #H44). 1783 года имеет 2 варианта: #H46 — вес равен 16,8 г; #H47. 1785 года (Биткин #H49). 1786 года имеет 2 варианта: #H51 — вес равен 16,8 г; #H54.

### Павел I
Этот новодел пяти рублей Павла I выполнен из золота 986 пробы; его диаметр составляет 23 мм, а вес равен 6,08 г, чистого золота 6,00 г. При императоре в Санкт-Петербурге с 1796 по 1799 год монеты чеканились в Санкт-Петербургском монетном дворе, с 1800 по 1801 год — на временном Банковском монетном дворе в здании Ассигнационного банка.
На аверсе новодела пяти рублей изображена монограмма Павла I в виде четырех букв «П», увенчанных коронами. В центре указана римская цифра «I», в углах — цифра «5». Круговая надпись: «ПЯТЬ РУБЛЕЙ 1800 ГОДА». На реверсе в четырёхугольном картуше изображена надпись в четыре строки: «НЕ НАМЪ НЕ НАМЪ А ИМЯНИ ТВОЕМУ». В левом нижнем углу обозначен монетный двор: «С∙М», , в правом указаны инициалы минцмейстера: «А∙И» — А. Иванов.
Помимо 1800 года, существуют новоделы данной монеты других годов, разновидности у которых отсутствуют. 1798 года — «СП ОМ» (Биткин #H3/R3); 1800 года — «СМ АИ» (Биткин #H7/R4); 1801 года — «СМ АИ» (Биткин #H9/R4).

### Александр I
Этот новодел пяти рублей Александра I выполнен из золота 986 пробы; его диаметр составляет 28 мм, а вес равен 6,08 г, чистого золота 6,00 г. Был отчеканен в Банковском монетном дворе.
На аверсе новодела пяти рублей изображена крестообразная композиция из гербов Московского, Казанского, Сибирского и Астраханского царств, с гербом Российской империи в центре. Вокруг герба расположены четыре розы. Инициалы минцмейстера отсутствуют. Круговая надпись: «ПЯТЬ∙РУБЛЕЙ∙1803∙ГОДА». На реверсе изображена надпись в четыре строки: «ГОСУДАР=СТВЕННАЯ РОССІЙСКАЯ МОНЕТА». Над надписью расположена императорская корона, под ней обозначен монетный двор: «С∙П Б∙». Вокруг лавровая и дубовая ветви, которые связаны внизу лентой.
Помимо 1803 года, существуют новоделы данной монеты других годов, разновидности у которых отсутствуют. 1802 года — «СПБ АИ» (Биткин #H11/R4). 1803 года — «СПБ» (Биткин #H13/R3). 1804 года — «СПБ ХЛ» (Биткин #H15/R3). 1805 года — «СПБ ХЛ» (Биткин #H17/R3). У новоделов 1804 и 1805 годов на аверсе изображены соответствующие круговые надписи «ПЯТЬ∙РУБЛЕЙ∙1804∙ГОДА» и «ПЯТЬ∙РУБЛЕЙ∙1805∙ГОДА», на реверсе внизу указаны инициалы минцмейстера: Х∙Л∙ — Х. Лео.
Также существуют новоделы данной монеты 1817 «СПБ ФГ» (Биткин #H26/R4) и 1818 «СПБ МФ» (Биткин #H27/R4) годов.

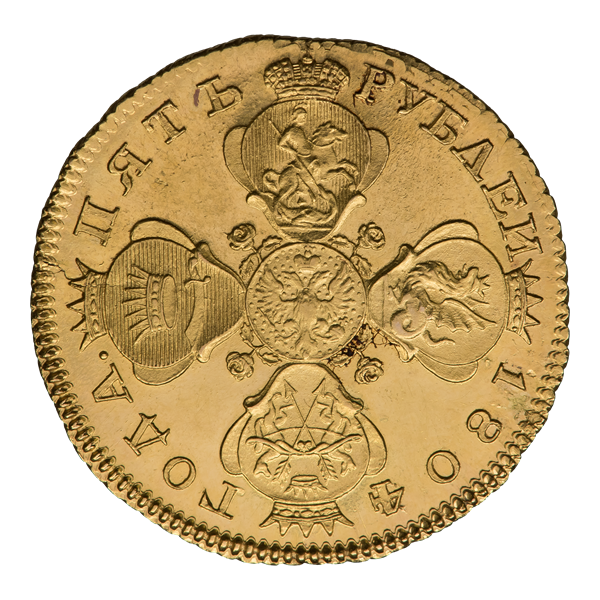
Аверс новодела пяти рублей 1804 года (Биткин #H15/R3)
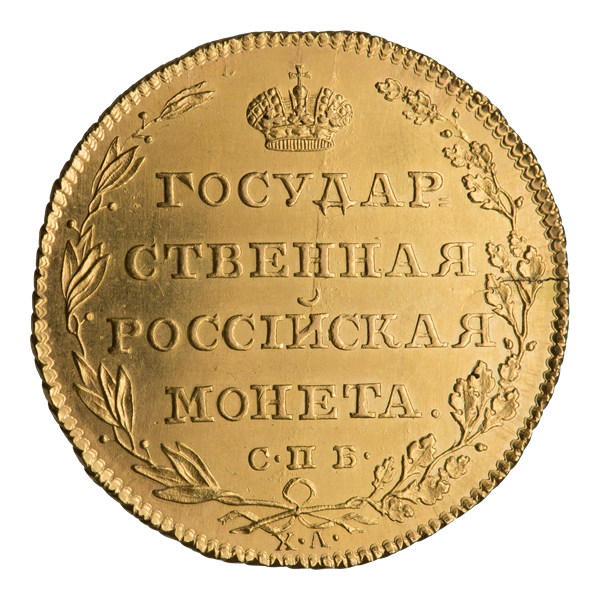
Реверс
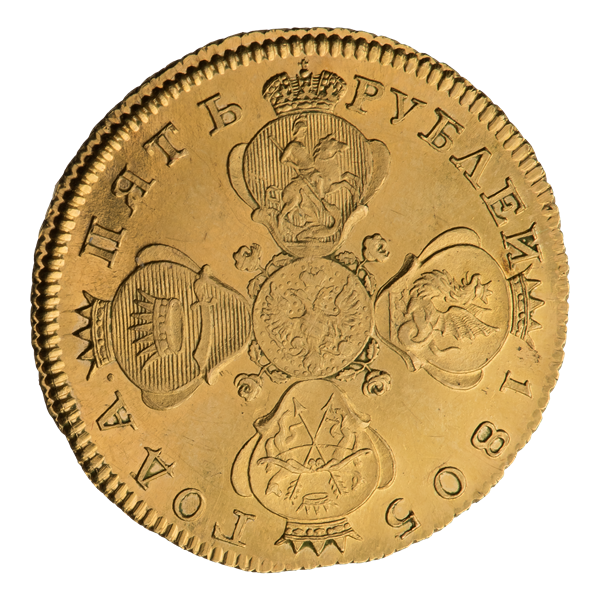
Аверс новодела пяти рублей 1805 года (Биткин #H17/R3)
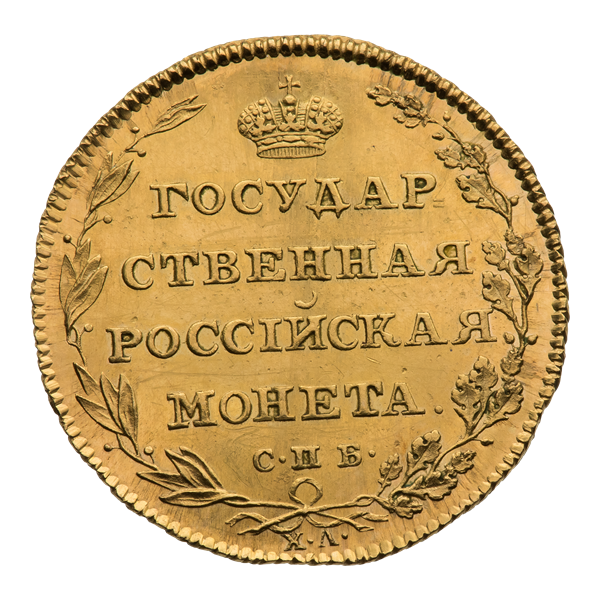
Реверс